# Retábulo da Assunção (Moretto)
O Retábulo da Assunção  é uma pintura multi-painel de 1529-1530 de Moretto da Brescia.
Toda a obra foi originalmente na Basílica de Santa Maria degli Angeli em Gardone Val Trompia, mas foi dividida em 1805 e transferida para a Pinacoteca de Brera, em Milão. 